# Přírodovědecká fakulta Jihočeské univerzity
Přírodovědecká fakulta Jihočeské univerzity byla založena v roce 1991. Do 31. července 2007 se jmenovala Biologická fakulta. Zřídil ji akademický senát Jihočeské univerzity, která byla zřízena krátce předtím. Na jejím vzniku se podíleli vědci z Biologického centra Akademie věd České republiky. První prostory k výuce existovaly také na půdě akademie věd, ale dnes již fakulta disponuje třemi vlastními budovami. Přesto je stále úzce provázána s místními akademickými ústavy, někteří přednášející jsou například zároveň zaměstnanci akademie.
Fakulta poskytuje odborné studium zaměřené především na biologické, chemické, fyzikální, informatické a matematické obory. Součástí studijních programů je také víceoborové vzdělávání budoucích učitelů. 
Přírodovědecká fakulta má více než 1000 studentů. Děkanem je profesor František Vácha.

## Seznam děkanů fakulty
- Pavel Blažka (1992–1998)
- Zdeněk Brandl (1998–2004)
- Libor Grubhoffer (2004–2011)
- František Vácha (2011–2019)
- Hana Šantrůčková (2019–2023)
- František Vácha (od roku 2023)

## Katedry a ústavy
| Katedra                                  | Vedoucí kateder a ústavů |
| ---------------------------------------- | ------------------------ |
| Katedra biologie ekosystémů              | Jaroslav Vrba            |
| Katedra botaniky                         | Milan Štech              |
| Katedra experimentální biologie rostlin  | Tomáš Hájek              |
| Katedra medicínské biologie              | Jindřich Chmelař         |
| Katedra molekulární biologie a genetiky  | Petr Nguyen              |
| Katedra parazitologie                    | Jan Štefka               |
| Katedra zoologie                         | Martina Konečná          |
| Oddělení jazyků                          | Klára Pavlínová          |
| Katedra informatiky                      | Rudolf Vohnout           |
| Katedra fyziky                           | Petr Jelínek             |
| Katedra chemie                           | Ján Štěrba               |
| Katedra matematiky                       | Luděk Berec              |
| Centrum polární ekologie                 | JIří Bárta               |
| Laboratoř archeobotaniky a paleoekologie | Jaromír Beneš            |
| Česká arktická výzkumná stanice          | Jan Pechar               |
| Centrum pro přírodovědné vzdělávání      | Jana Kalová              |

## Fakultní zahrada
V roce 2014 začala za budovou B vznikat fakultní zahrada. Postupně byla vytvořena umělá duna, jezírko, záhony a rekreační trávník. Již v prvním půlroce existence do zahrady také přibyl památník Ohryzek Járy Cimrmana a zahrada byla osázena keři a stromy. Dále se instaloval hmyzí hotel, lezecká stěna a altán se zelenou střechou. Úpravám prostoru se věnovali jak zaměstnanci tak studenti fakulty a 13. května 2015 proběhla jeho kolaudace. Zahrada se dále rozvíjí i ve spolupráci se studentským spolkem Na Hnízdě a je prostorem volně přístupným veřejnosti.

## Další fotografie

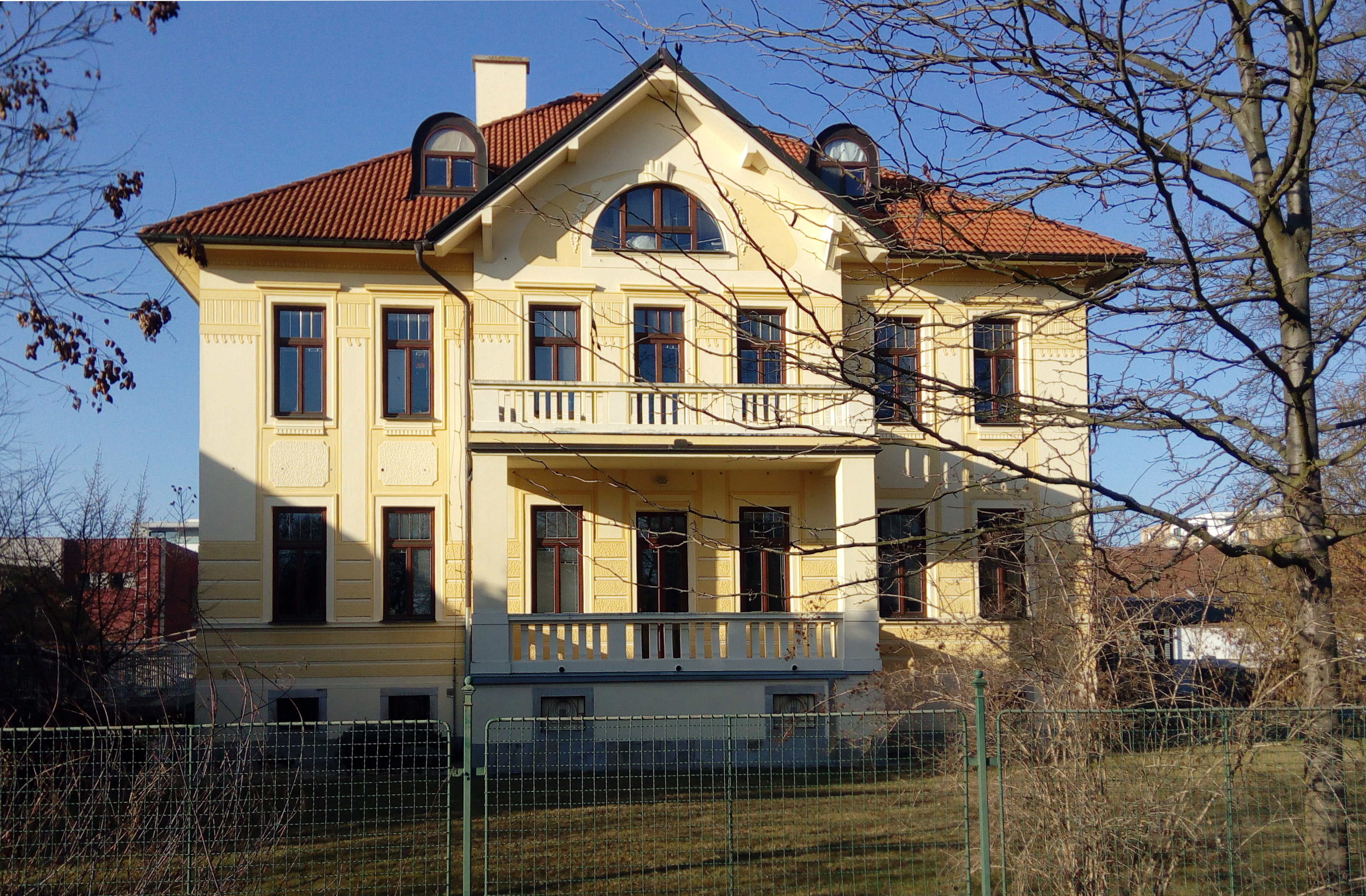
Tzv. Botanická vila, sídlo katedry botaniky
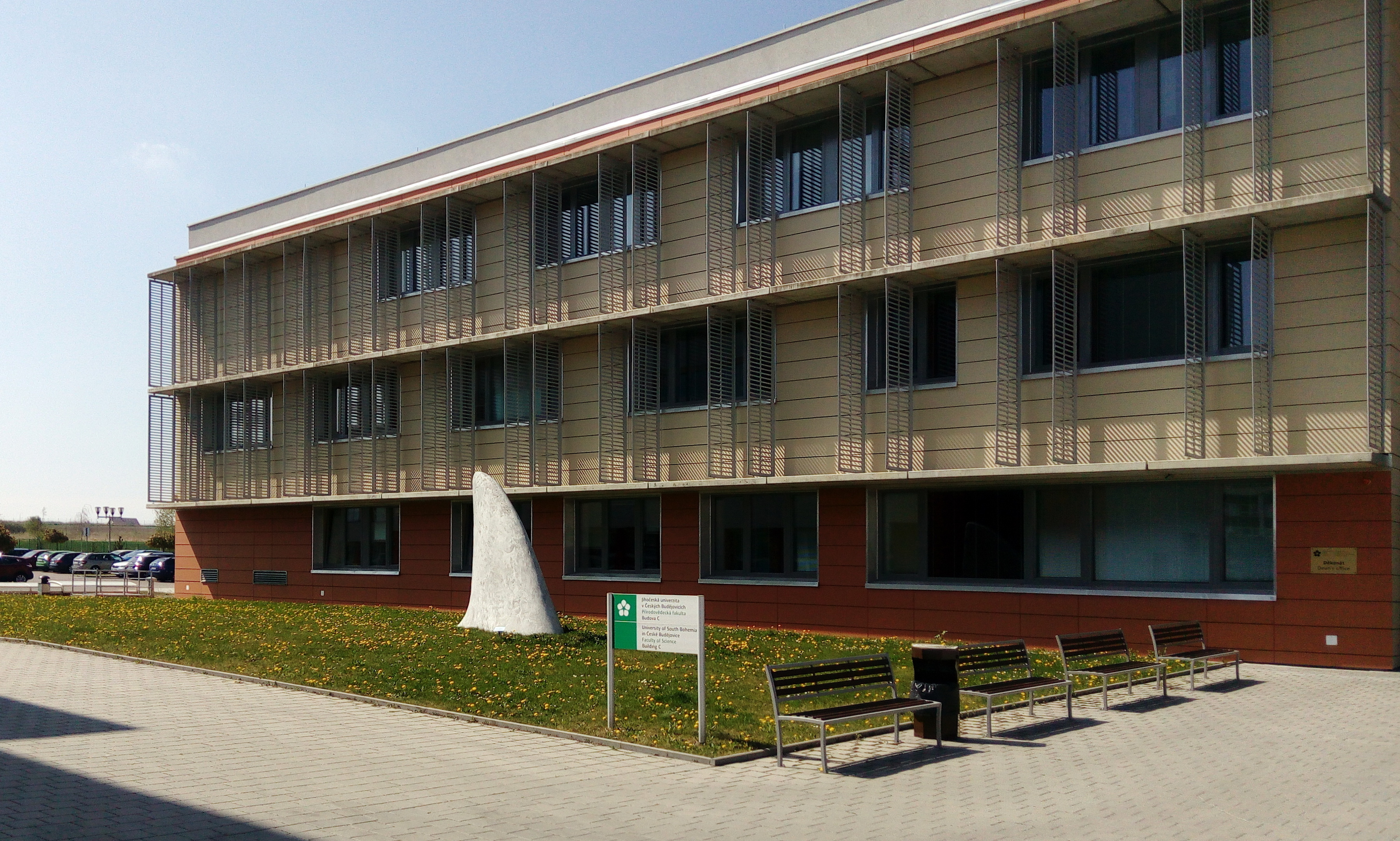
Budova C se sochou Dravec od Jaroslava Chramosty
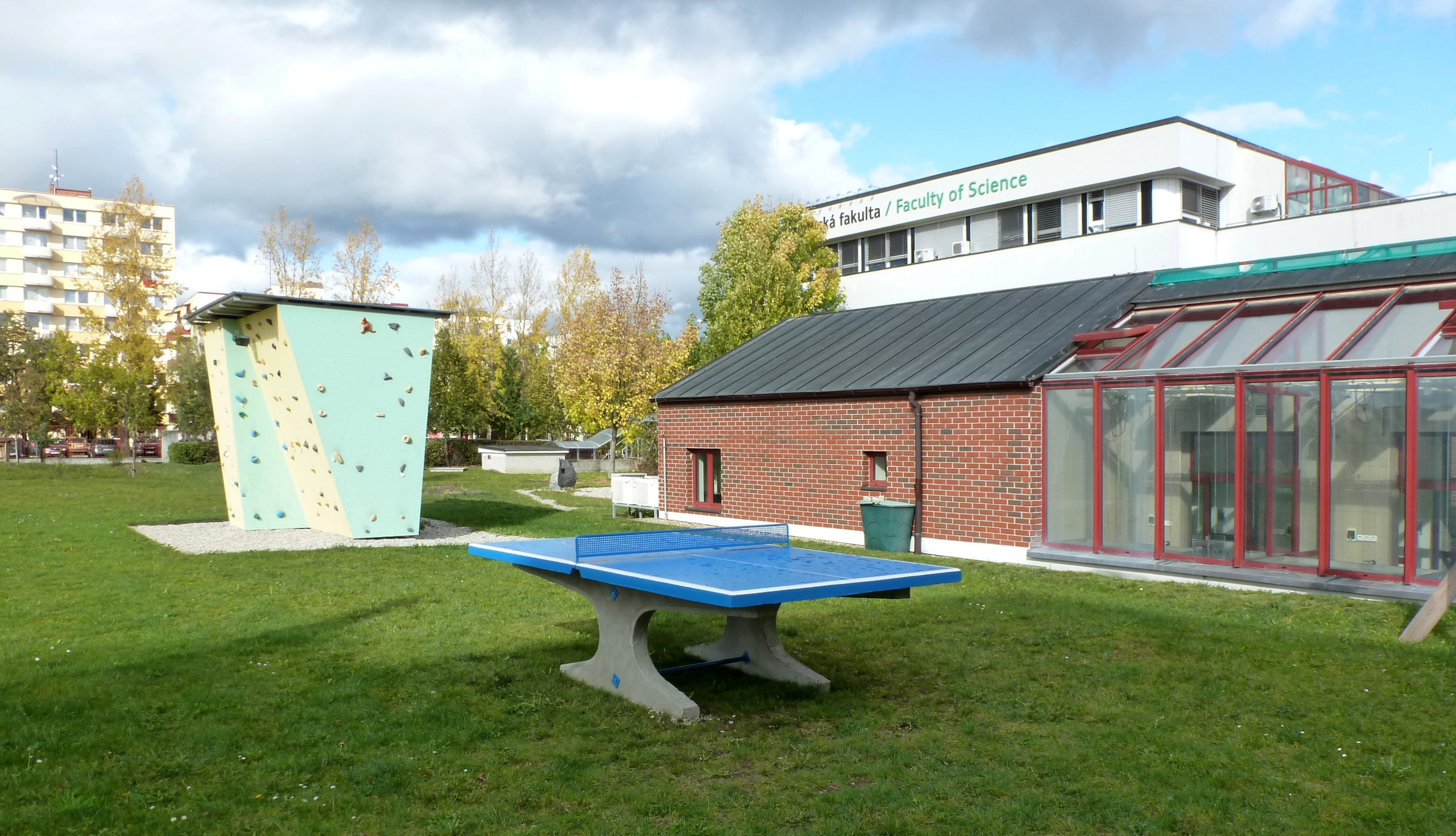
Fakultní zahrada
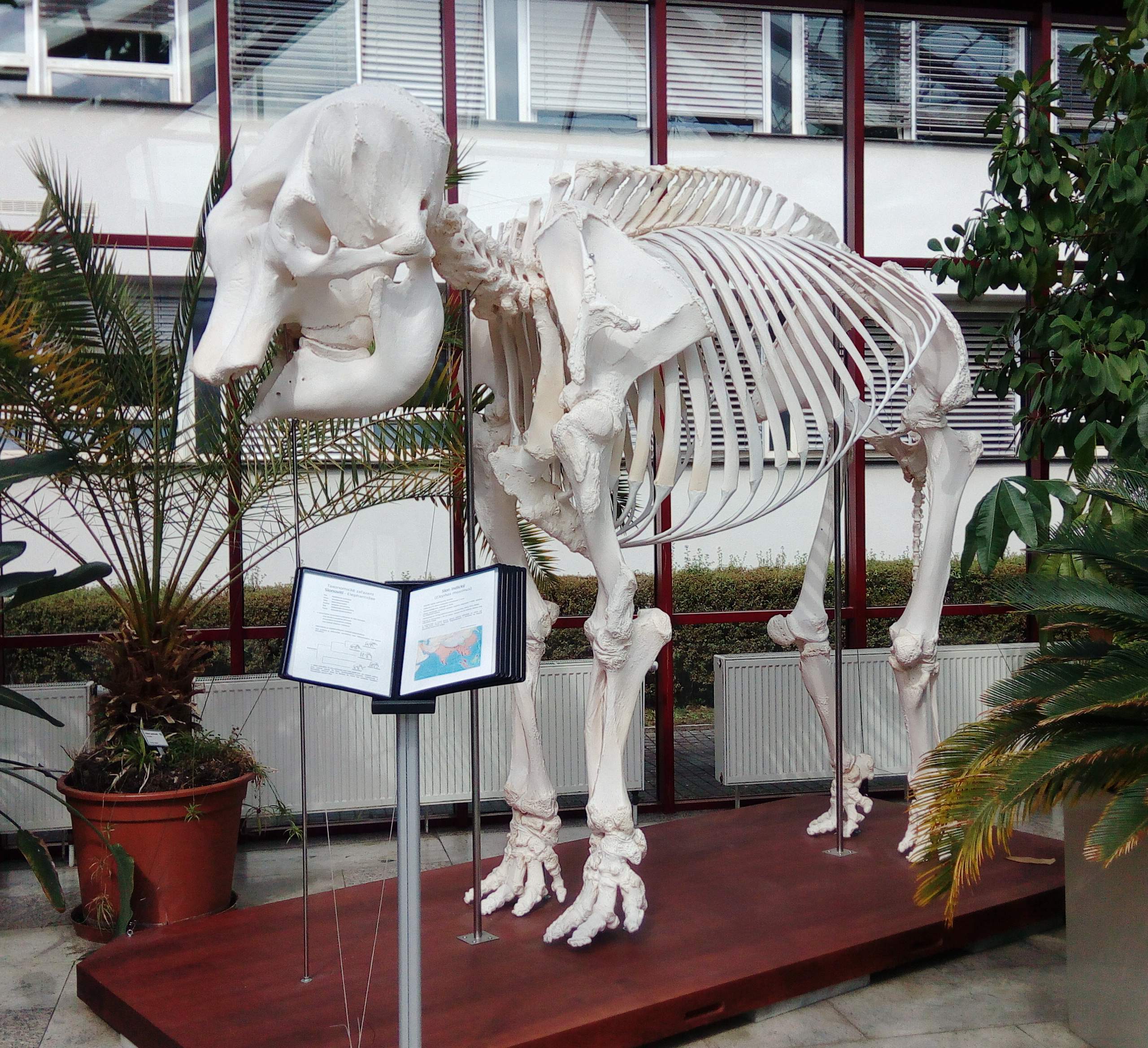
Kostra slona indického v budově B
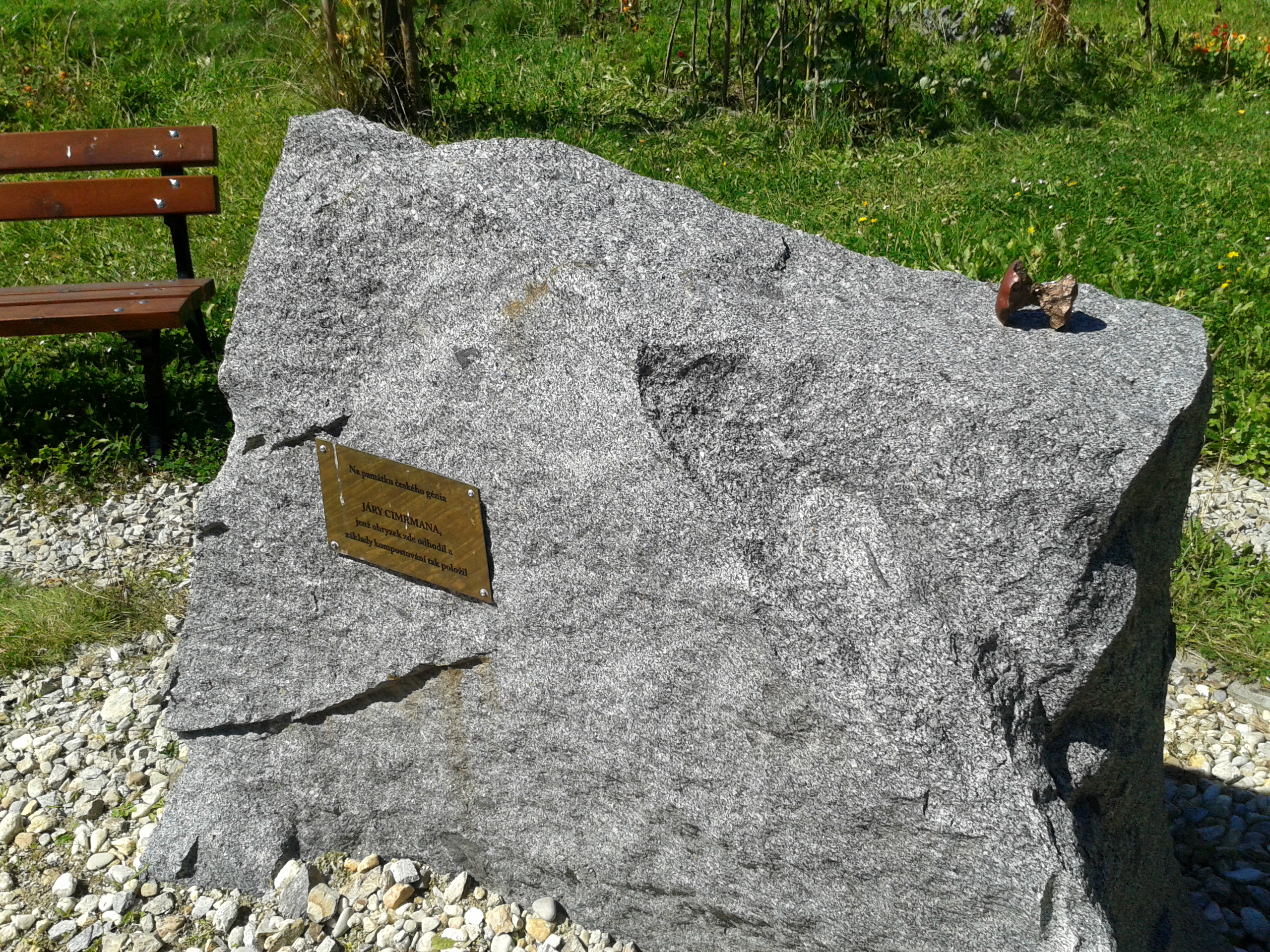
Ohryzek Járy Cimarmana ve fakultní zahradě
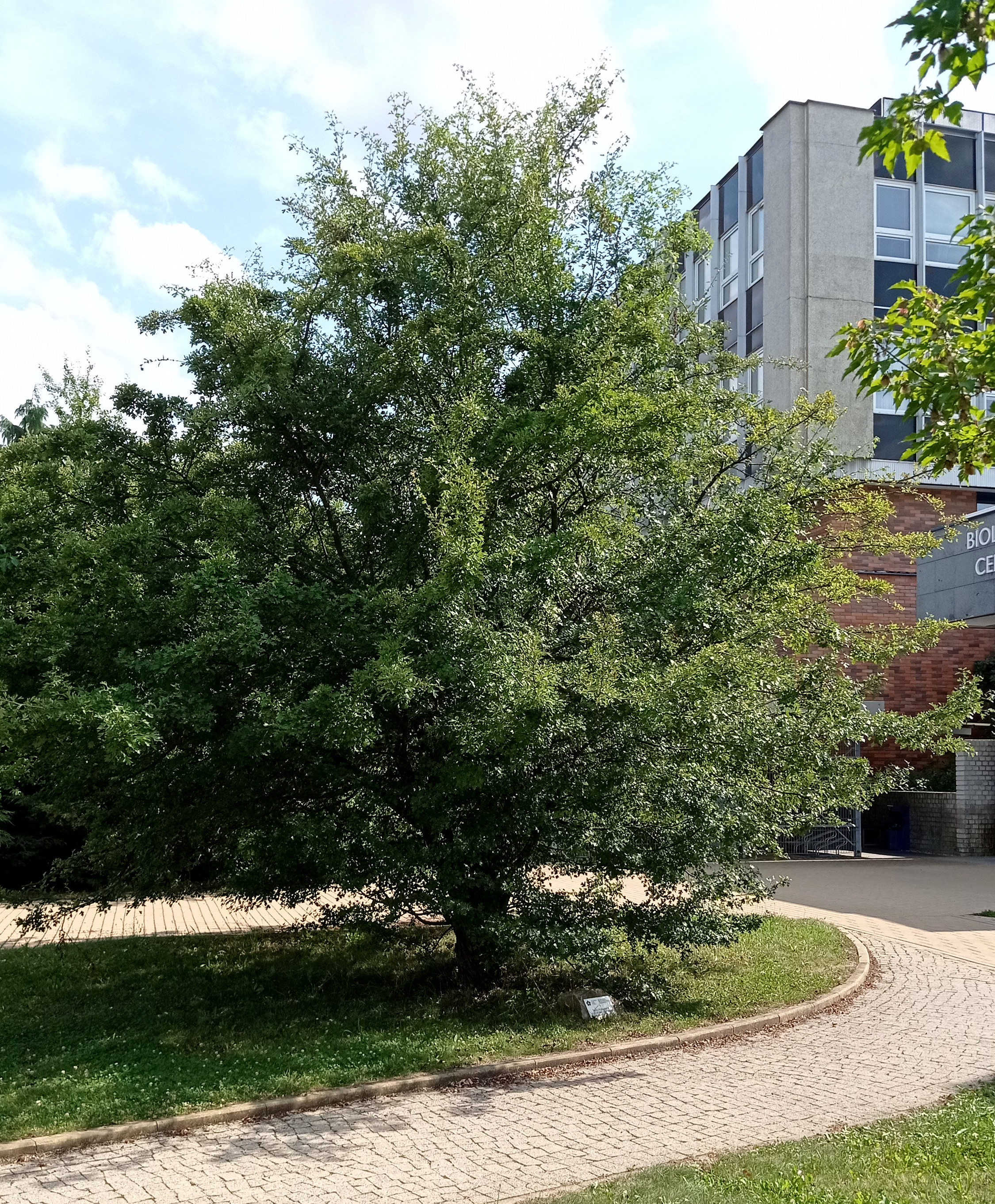
Hloh obecný vysazený v roce 1992 prvními studenty fakulty